# Üsküdar'a Gider İken
《Üsküdar'a Gider İken》(위스퀴다라 기데르 이켄, 위스퀴다르 가는 길에), 또는 《Üsküdar'a》(위스퀴다라), 《Uska Dara》는 튀르키예어로 된 곡으로, 미국의 가수 어사 키트의 1953년 곡을 포함한 여러 버전을 지칭한다. 이 곡은 터키의 민요인 《Kâtibim》(카티빔, '서기', '비서'라는 뜻의 'kâtip'에 1인칭 소유어미 -(I)m이 접미된 형태로, 직역하면 '나의 서기'라는 뜻) 을 개작한 것이다. RCA 레코드에서 나온 어사 키트의 1953년 음반은 초판 12만 장이 팔렸다. 어사 키트의 버전 외에도 사피예 아일라(Safiye Ayla) 등의 버전이 있다.

## 가사
Üsküdar'a gider iken, aldı da bir yağmur. (위스퀴다르 가는 길에 비가 내리네.)
Üsküdar'a gider iken, aldı da bir yağmur. (위스퀴다르 가는 길에 비가 내리네.)
Kâtibimin setresi uzun eteği çamur. (내 서기의 긴 외투자락이 흙탕물에 끌리네.)
Kâtibimin setresi uzun eteği çamur. (내 서기의 긴 외투자락이 흙탕물에 끌리네.)
Kâtip uykudan uyanmış gözleri mahmur. (서기가 잠에서 덜 깨어 눈이 감겼네.)
Kâtip uykudan uyanmış gözleri mahmur. (서기가 잠에서 덜 깨어 눈이 감겼네.)
Kâtip benim, ben kâtibin, el ne karışır. (서기와 나, 서로 손을 섞네.)
Kâtibime kolalı da gömlek ne güzel yaraşır. (서기의 풀 먹인 셔츠도 얼마나 잘 어울리는지.)
Üsküdar'a gider iken, bir mendil buldum. (위스퀴다르 가는 길에 손수건 하나를 찾았네.)
Üsküdar'a gider iken, bir mendil buldum. (위스퀴다르 가는 길에 손수건 하나를 찾았네.)
Mendilimin içine de lokum doldurdum. (손수건 안에 또 로쿰을 담았다네.)
Mendilimin içine de lokum doldurdum. (손수건 안에 또 로쿰을 담았다네.)
Kâtibimi arar iken, yanımda buldum. (내 서기를 찾으니 내 곁에 있었네.)
Kâtibimi arar iken, yanımda buldum. (내 서기를 찾으니 내 곁에 있었네.)
Kâtip benim ben kâtibin el ne karışır. (서기와 나, 서로 손을 섞네.)
Kâtibime kolalı da gömlek ne güzel yaraşır. (서기의 풀 먹인 셔츠도 얼마나 잘 어울리는지.)
Kâtip benim ben kâtibin el ne karışır. (서기와 나, 서로 손을 섞네.)
Kâtibime kolalı da gömlek ne güzel yaraşır. (서기의 풀 먹인 셔츠도 얼마나 잘 어울리는지.)

## 같이 보기
- 어사 키트
- 터키의 민요